# Panzeria nigrocornea
Panzeria nigrocornea là một loài ruồi trong họ Tachinidae.